# Salmã ibne Rabia
Salmã ibne Rabia Albaili (em árabe: سلمان بن ربيعة الباهلي, Salman ibn Rabiah al-Bahili) foi um general árabe do Califado Ortodoxo. Pode ter sido o irmão de Abderramão ibne Rabia que nos anos 630 conduziu campanhas contra os cazares no Cáucaso. Segundo Baladuri, cerca de 645/652 o califa Otomão enviou-o a Arrã e após render Bailacane, Barda, etc., converteu os curdos de Balasagena ao islamismo e impôs a jizia sobre eles.